# Spirit-Klasse (2000)
Die Spirit-Klasse ist eine Baureihe von Panamax-Kreuzfahrtschiffen des britisch-amerikanischen Kreuzfahrtunternehmens Carnival Corporation & plc.
Für den Entwurf und Bau der Schiffe beauftragte die amerikanische Carnival Corporation die finnische Werft Kvaerner Masa Yards in Turku. Es war von Anfang an vorgesehen, eine ganze Serie von Schiffen zu bauen und diese über verschiedene Kreuzfahrtmarken des Konzerns zu verteilen. Vorgabe an die Werft war, dass die Schiffe eine größtmögliche Anzahl von Kabinen auf der Außenseite, idealerweise mit Balkon, mit nur minimal spürbaren Vibrationen erhalten sollten. Andererseits aber, dass die Panamax-Vorgaben, also die gerade noch zulässige Größe und Tiefgang für eine Passage durch den Panamakanal eingehalten werden.
Ab dem Jahr 2009 gab die Carnival Corporation & plc den Auftrag zum Bau der Hybrid Spirit-/Vista-Klasse an die Werft Fincantieri-Cantieri Nav. Italiani, um die Vorzüge der Spirit-Klasse mit denen der Vista-Klasse zu verbinden, die seit 2003 vor allem für die Premiummarke Holland-America Line erfolgreich im Einsatz ist.

## Schiffe
| Name                           | Bau- nummer   | IMO- Nummer   | Übernahme          | Vermessung (BRZ) | Reederei Bemerkungen |
| Spirit-Klasse                  | Spirit-Klasse | Spirit-Klasse | Spirit-Klasse      | Spirit-Klasse    | Spirit-Klasse |
| ------------------------------ | ------------- | ------------- | ------------------ | ---------------- | --- |
| Carnival Spirit                | 499           | 9188647       | 11. April 2001     | 85.920 BRZ       | Carnival Cruise Line |
| Carnival Pride                 | 500           | 9223954       | 12. Dezember 2001  | 85.920 BRZ       | Carnival Cruise Line |
| Carnival Legend                | 501           | 9224726       | 14. August 2002    | 85.942 BRZ       | Carnival Cruise Line |
| Margaritaville at Sea Islander | 498           | 9187796       | 30. Juni 2000      | 85.619 BRZ       | Margaritaville at Sea bis 2020 Costa Atlantica bei Costa Crociere, danach bei Adora Cruises; seit 2024 Margaritaville at Sea Islander |
| Adora Mediterranea             | 502           | 9237345       | 22. Mai 2003       | 85.619 BRZ       | Adora Cruises bis 2020 Costa Mediterranea bei Costa Crociere, danach Mediterranea bei Adora Cruises; seit 2024 Adora Mediterranea     |
| Carnival Miracle               | 503           | 9237357       | 17. Januar 2004    | 85.942 BRZ       | Carnival Cruise Line |
| Hybrid Spirit-/Vista-Klasse    |               |               |                    |                  | |
| → Hauptartikel : Vista-Klasse  |               |               |                    |                  | |
| Carnival Luminosa              | 6155          | 9398905       | 30. April 2009     | 92.720 BRZ       | Carnival Cruise Line bis 2022 Costa Luminosa bei Costa Crociere                                                                       |
| Costa Deliziosa                | 6164          | 9398917       | 30. Januar 2010    | 92.720 BRZ       | Costa Crociere |
| Queen Elizabeth                | 6187          | 9477438       | 29. September 2010 | 90.901 BRZ       | Cunard Line |

## Galerie

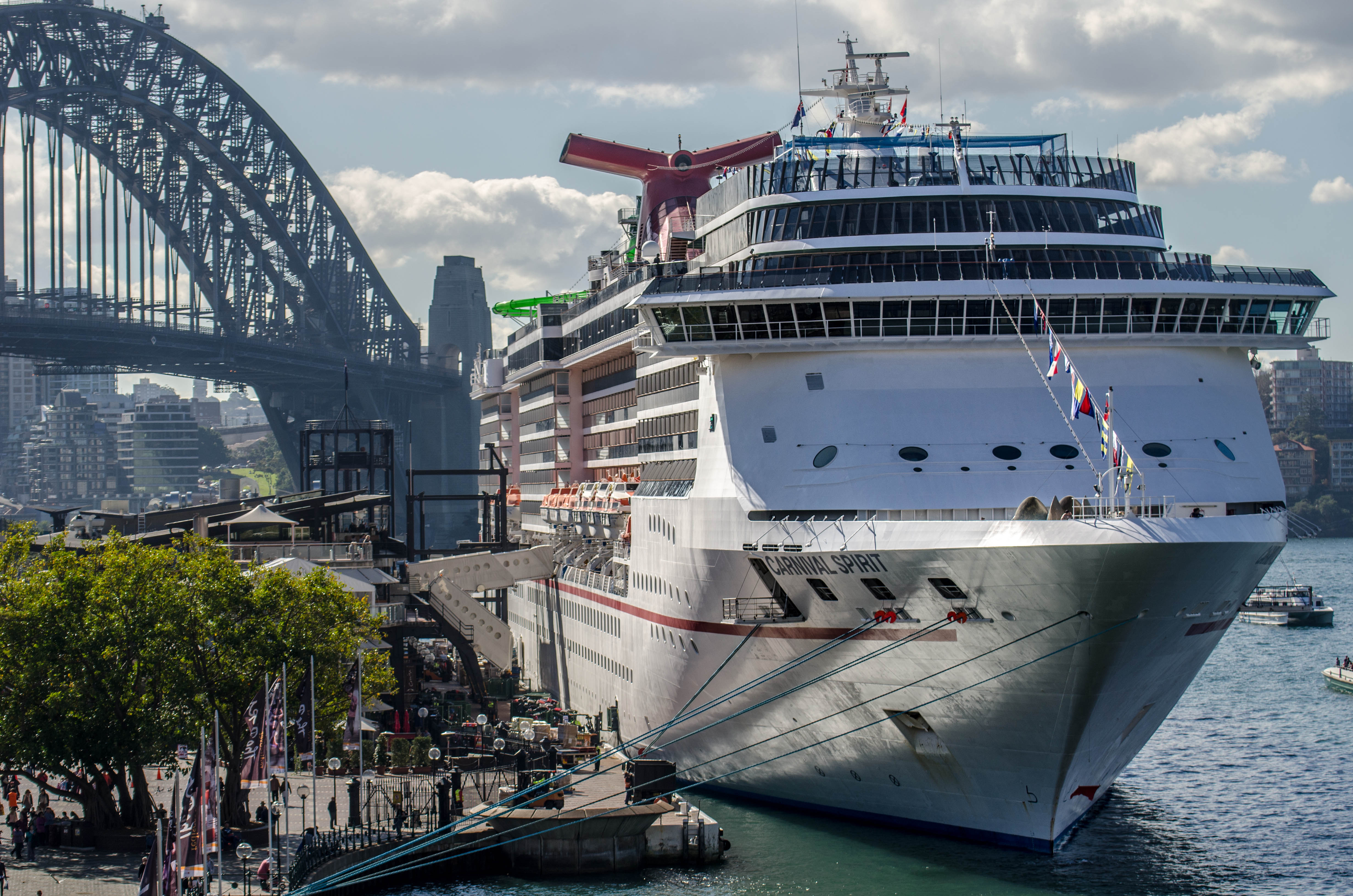
Carnival Spirit (Carnival Cruise Line)
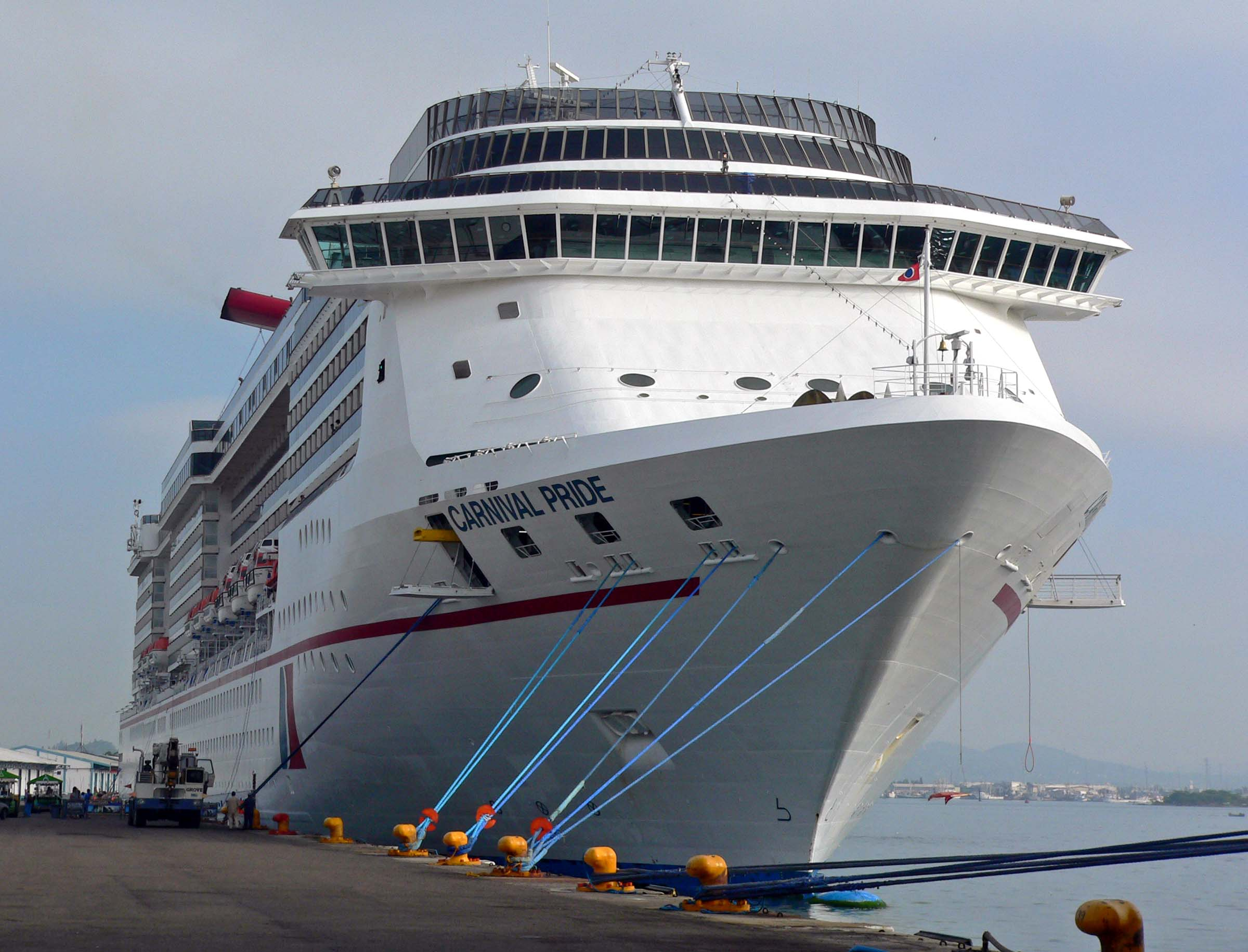
Carnival Pride (Carnival Cruise Line)
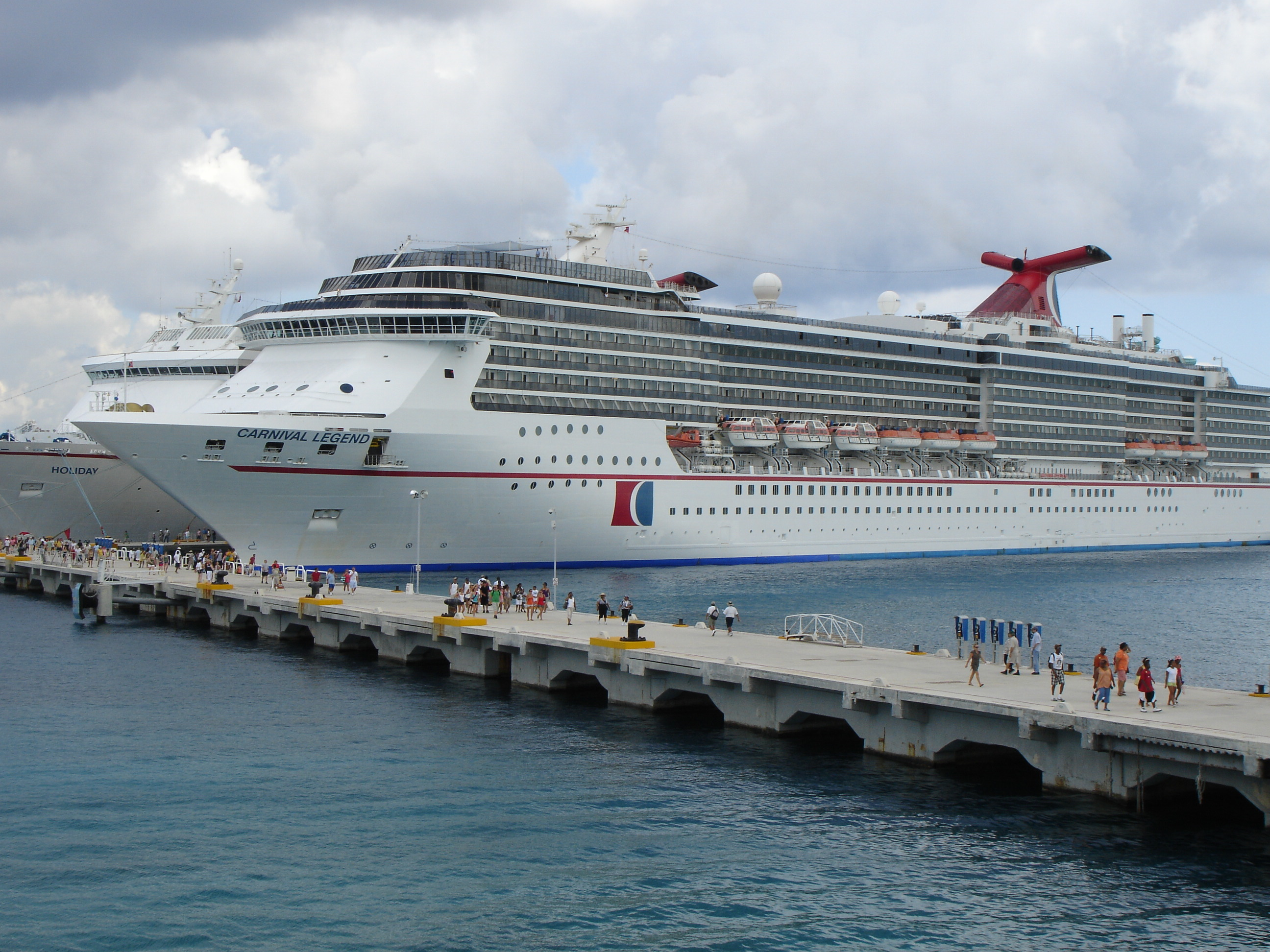
Carnival Legend (Carnival Cruise Line)
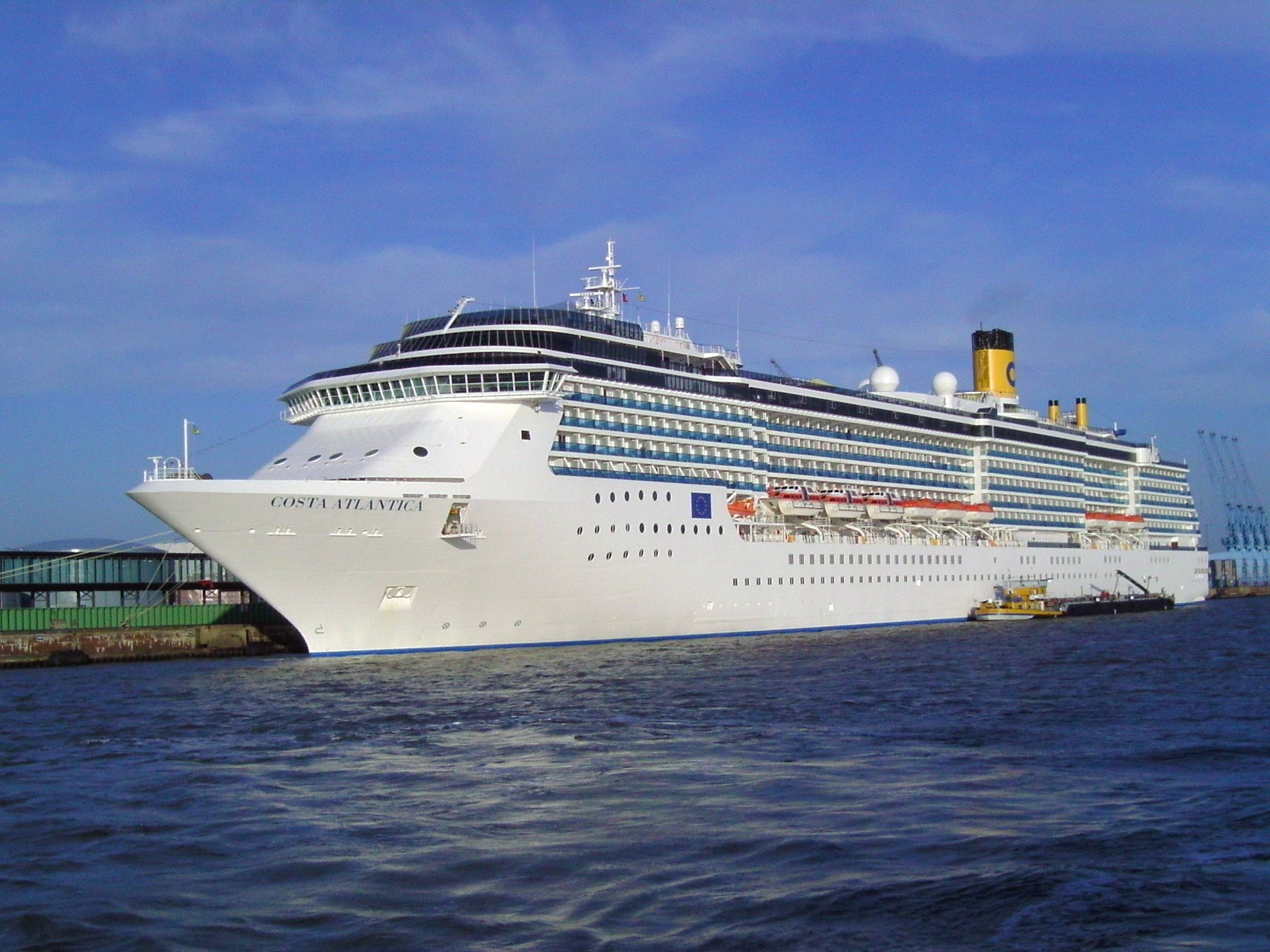
Costa Atlantica (Costa Kreuzfahrten)
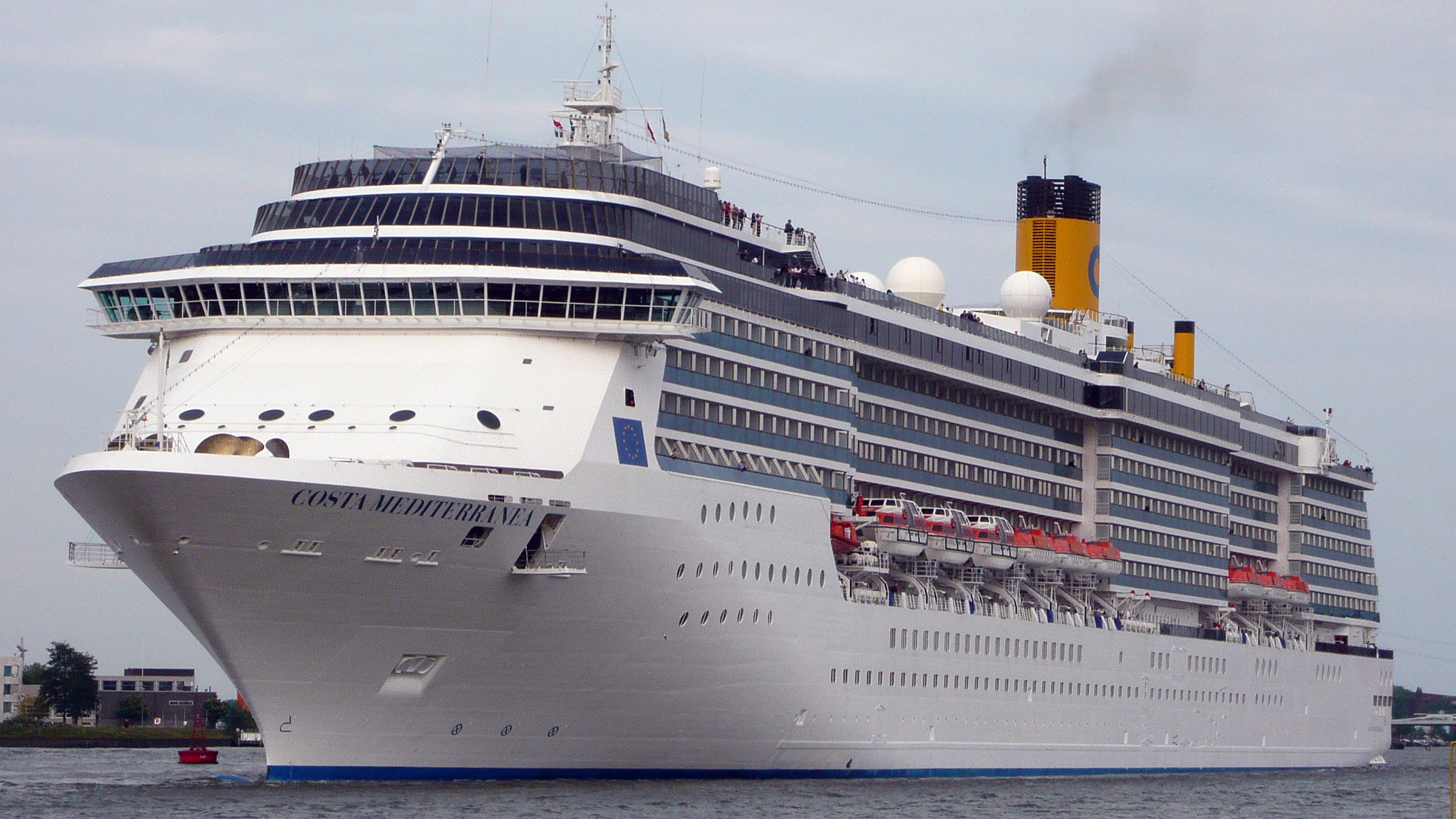
Costa Mediterranea (Costa Kreuzfahrten)
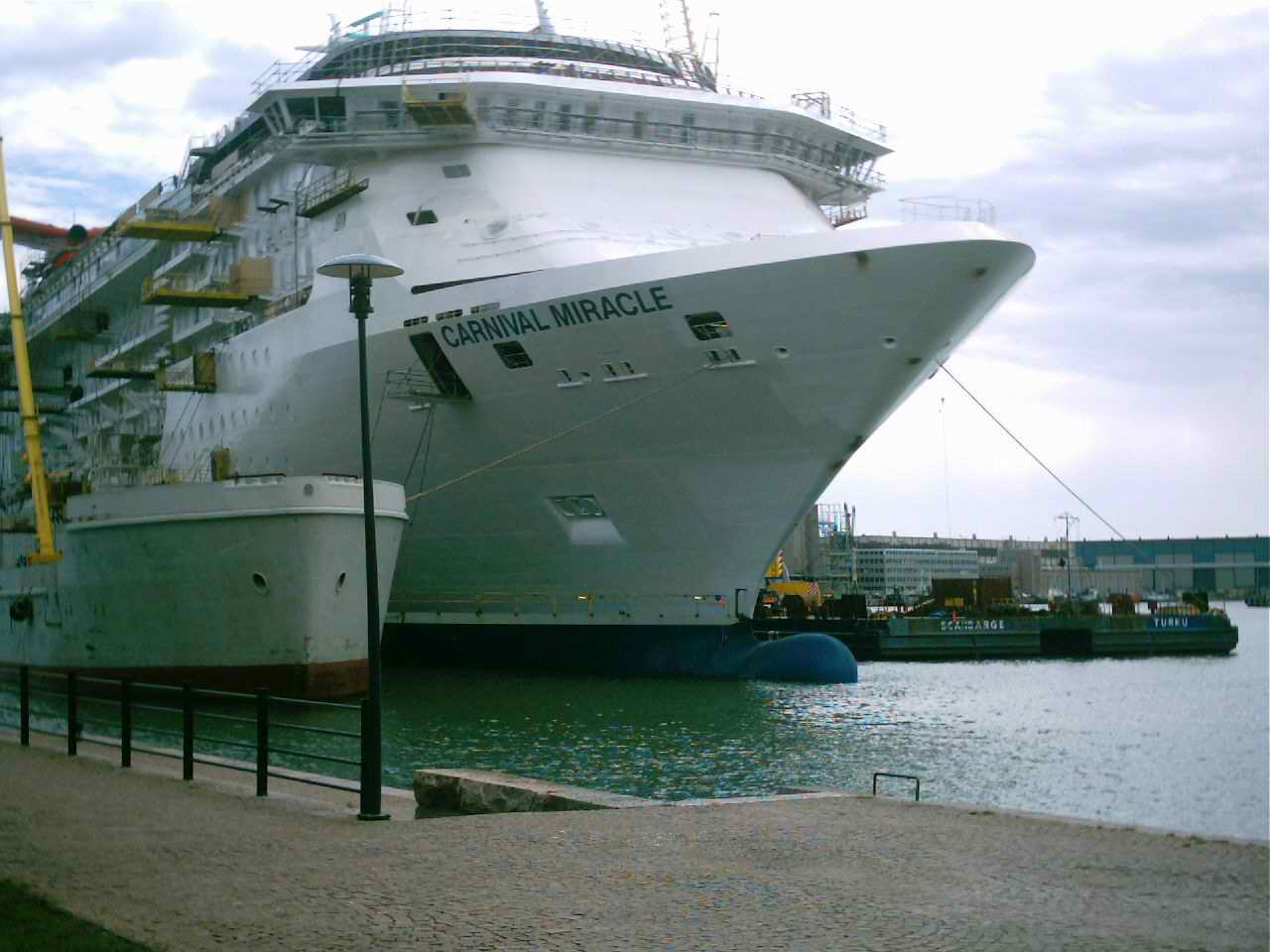
Carnival Miracle (Carnival Cruise Lines)
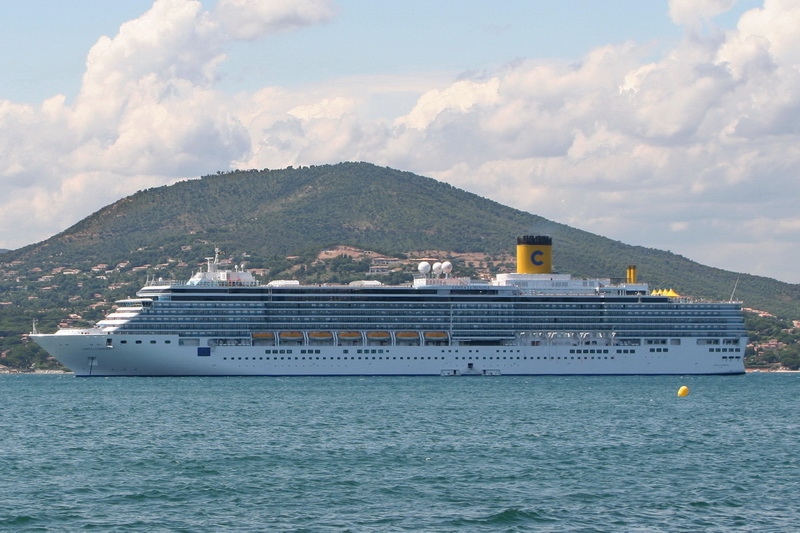
Costa Luminosa (Costa Crociere)
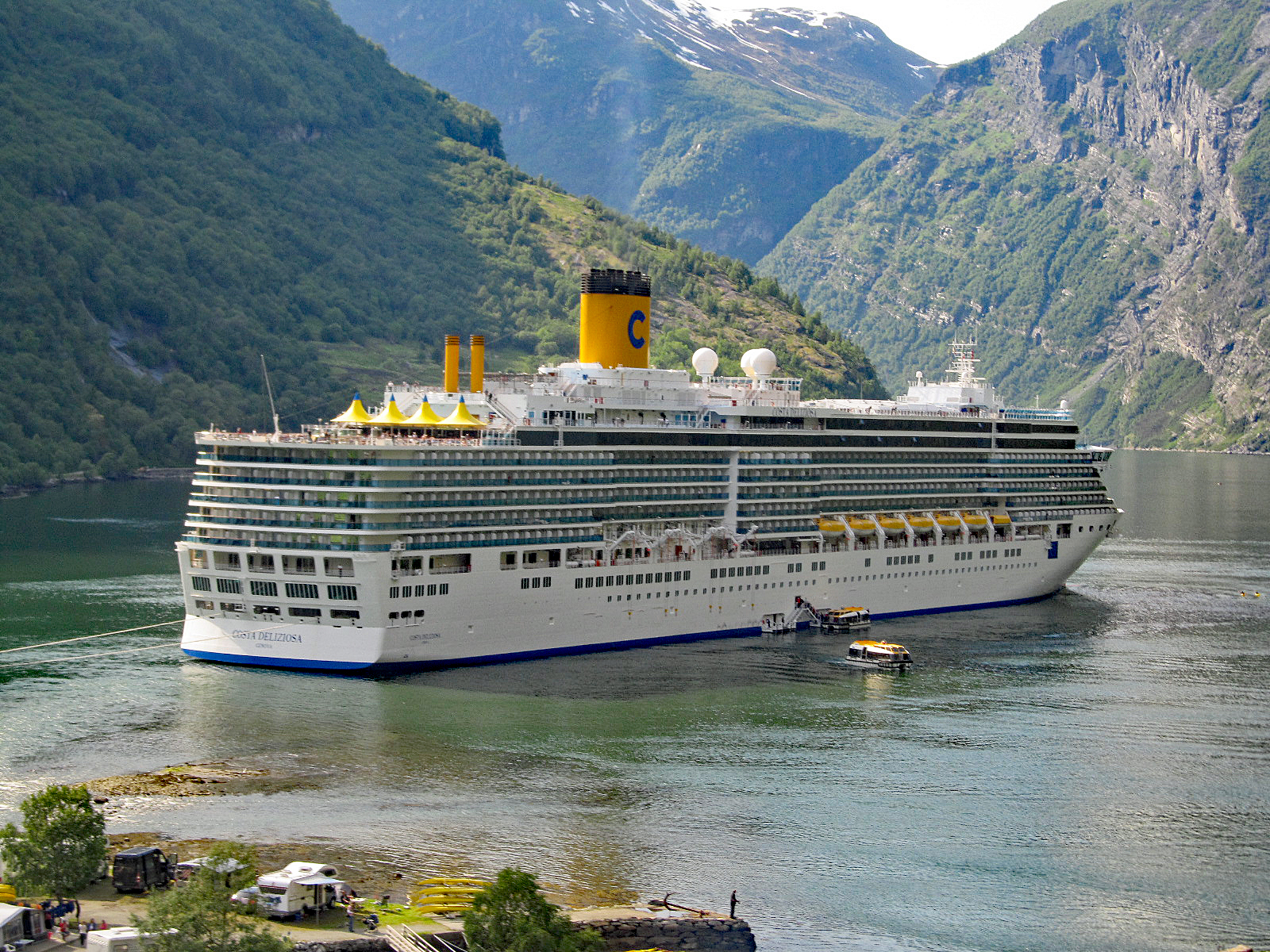
Costa Deliziosa (Costa Crociere)
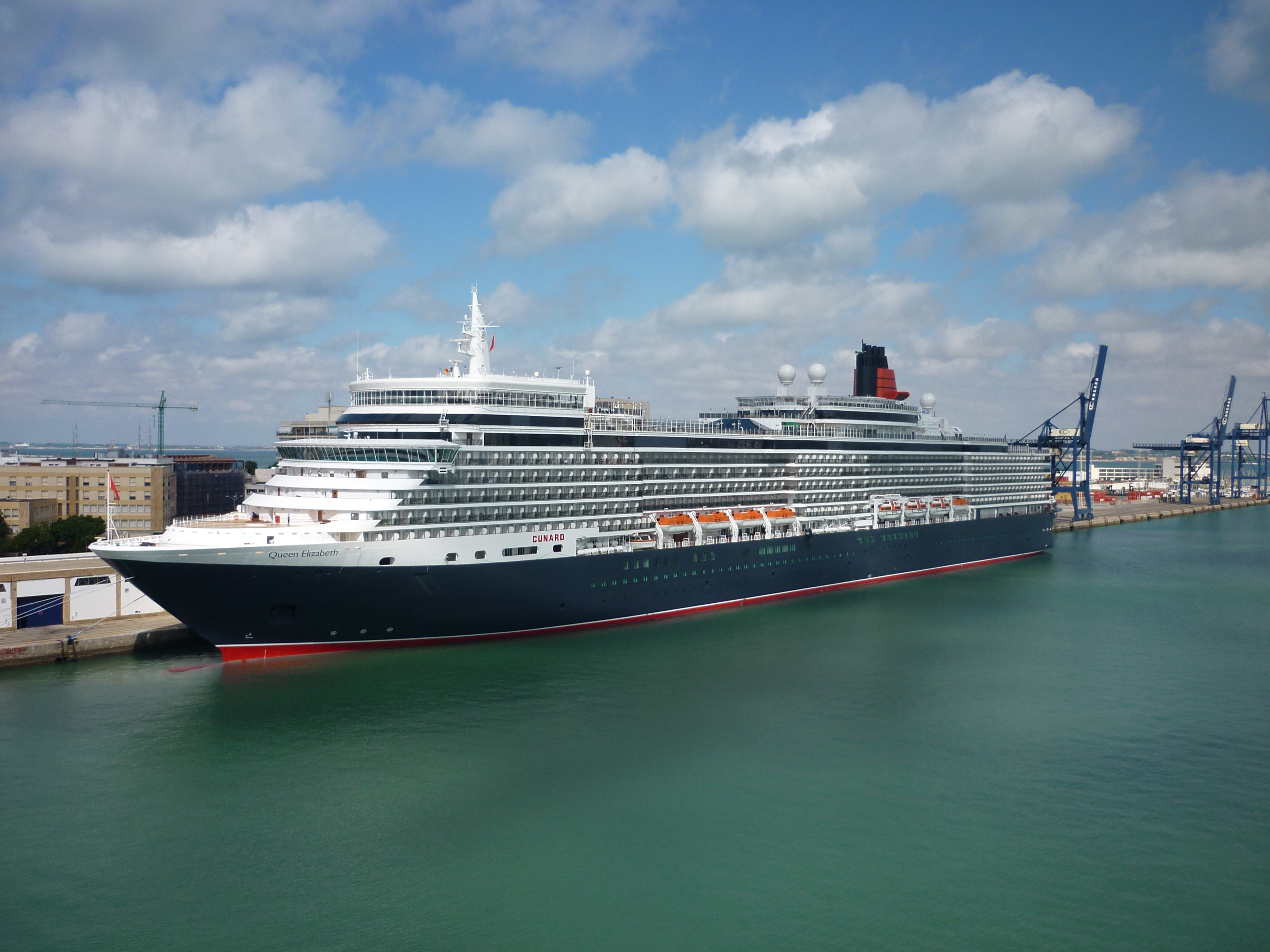
Queen Elizabeth (Cunard Line)